# Ryō Nakamura (Fußballspieler, 1996)
Ryō Nakamura (japanisch 中村 亮 Nakamura Ryō; * 31. Dezember 1996 in der Präfektur Kagoshima) ist ein japanischer Fußballspieler.

## Karriere
Nakamura erlernte das Fußballspielen in der Schulmannschaft der Kagoshima Josei High School und der Universitätsmannschaft der Hannan-Universität. Seinen ersten Vertrag unterschrieb er am 1. Februar 2019 bei Kamatamare Sanuki. Der Verein aus Takamatsu, einer Großstadt in der Präfektur Kagawa, spielte in der dritten japanischen Liga, der J3 League.